# Arcidiocesi di Bizia
L'arcidiocesi di Bizia (in latino Archidioecesis Bizyena) è una sede soppressa e sede titolare della Chiesa cattolica.

## Storia
Bizia, corrispondente alla città di Vize in Turchia, è un'antica sede arcivescovile autocefala della provincia romana di Europa nella diocesi civile di Tracia e nel patriarcato di Costantinopoli.
Incerte sono le origini della comunità cristiana di Bizia, dato che il primo vescovo noto è relativamente tardivo, Euprepio, presente al concilio di Efeso del 431. Verso la metà del VII secolo fu elevata al rango di arcidiocesi autocefala, ossia dipendente direttamente dal patriarca: essa occupa il primo posto fra le arcidiocesi autocefale nella Notitia Episcopatuum attribuita all'imperatore bizantino Leone VI (886-912) e databile all'inizio del X secolo. Nel XIV secolo fu elevata al rango di sede metropolitana; fu soppressa de facto nell'autunno del 1922 per l'emigrazione forzata dei Greci di Tracia dopo le guerre greco-turche.
Bizia fu spesso utilizzata come località di confino per personalità religiose: tra queste trovò esilio a Bizia Massimo il Confessore nel 656.
Diversi sono i vescovi noti di questa sede nel primo millennio cristiano. Euprepio, dopo aver partecipato al concilio efesino, sottoscrisse, verso la fine dello stesso anno, la lettera sinodale dell'arcivescovo Massimiano di Costantinopoli diretta al clero della diocesi di Tenedo per annunciare la deposizione del loro vescovo Anastasio. Luciano è documentato in tre occasioni: era presente al concilio di Calcedonia del 451, dove è detto che era amministratore della chiesa di Arcadiopoli, e firmò gli atti al posto del suo metropolita Ciriaco; nel 458 firmò una lettera di vescovi indirizzata al patriarca Anatolio; l'anno successivo sottoscrisse la lettera con la quale il patriarca Gennadio I condannava i simoniaci.
Giovanni era tra i partecipanti alla conferenza tra ortodossi e severiani a Costantinopoli nel 533. Teodoro I prese parte al concilio ecumenico del 553. Un vescovo anonimo, verso il 656, assistette al colloquio tra Teodosio, vescovo di Cesarea di Bitinia, e Massimo il Confessore: e dagli Acta di San Massimo sembra abbia usato le maniere forti nei confronti del santo.
Giorgio prese parte al concilio ecumenico del 680-681 e al concilio in Trullo del 691-692; Teodoro II era tra i convocati del secondo concilio di Nicea (787); Michele intervenne al concilio dell'869, mentre Pietro era a quello dell'879. Eutimio è menzionato nella vita di Maria, defunta cristiana di Bizia, a cui si attribuirono miracoli alla sua morte. Infine un Niceta assistette al sinodi costantinopolitani del 1028 e del 1030.
Bizia (unita a Medea) rimase sede episcopale fino alla prima guerra mondiale; venne soppressa in seguito agli accordi del trattato di Losanna del 1923, che impose obbligatoriamente lo scambio delle popolazioni tra Grecia e Turchia.
Dal XX secolo Bizia è annoverata tra le sedi arcivescovili titolari della Chiesa cattolica; la sede è vacante dal 10 dicembre 1970.

## Cronotassi

### Vescovi greci
- Euprepio † (menzionato nel 431)
- Luciano † (prima del 451 - dopo il 459)
- Giovanni † (menzionato nel 533)
- Teodoro I † (menzionato nel 553)
- Anonimo † (menzionato nel 656)[4]
- Giorgio † (prima del 680 - dopo il 692)[5][6]
- Teodoro II † (menzionato nel 787)[7]
- Anonimo † (prima metà del IX secolo)[8]
- Michele † (menzionato nell'869)[9]
- Pietro † (menzionato nell'879)[10]
- Eutimio † (menzionato nel 902)[11]
- Niceta † (prima del 1028 - dopo il 1030)[12]

### Arcivescovi titolari
- José Garibi y Rivera † (22 dicembre 1934 - 18 febbraio 1936 succeduto arcivescovo di Guadalajara)
- Luis María Altamirano y Bulnes † (1º maggio 1937 - 12 dicembre 1941 succeduto arcivescovo di Morelia)
- Gerald C. Murray, C.SS.R. † (22 gennaio 1944 - 3 giugno 1951 deceduto)
- Aleksandar Tokić † (3 gennaio 1952 - 14 novembre 1955 succeduto arcivescovo di Antivari)
- Evangelista Latino Enrico Vanni, O.F.M.Cap. † (21 novembre 1955[13] - 9 maggio 1962 deceduto)
- Frédéric Edouard Camille Lamy † (27 ottobre 1962 - 10 dicembre 1970 dimesso)